# Henrik Costa
Henrik Costa, slovenski zgodovinar in publicist, * 28. maj 1796, Ljubljana, † 21. april 1870, Ljubljana.

## Življenje in delo
Rodil se je očetu carinskemu uradniku Ignacu.
Gimnazijo je obiskoval v Ljubljani, kjer je bil njegov profesor Valentin Vodnik, s katerim je ostal v prisrčnih odnosih vse do njegove smrti. Leta 1812 je opustil šolanje, se preselil v Krško. Kot finančni uradnik je služboval v različnih krajih, najdlje v Ljubljani, kjer je bil višji carinski ravnatelj. Politično je bil konservativen. Nasprotoval je političnemu programu Slovencev, ne pa njihovemu jeziku in kulturi. Njegova publicistična dejavnost je bila raznovrstna. Razpravljal je o  gospodarskih vprašanjih, o arheoloških in o  umetnostno-zgodovinskih spomenikih. Članke je že zgodaj začel objavljati v različnih časopisih; (Vaterländische Blätter, Archiv, Illyrisches Blatt, Laibacher Zeitung, Carniolia, Carinthia), največ pa je sodeloval pri Mitttheilungen des historischen Vereins für Krain, kjer je objavljal vrsto zanimivih lokalno-zgodovinskih, literarnih in biografskih prispevkov. Zbiral je arhivarije, časopise in druge dokumente svoje dobe ter si s pisano besedo in dejanji prizadeval, da bi jih ohranil. Važne topografske zapiske in zgodovinske spomine obsegajo njegove Reiseerinnerungen aus Krain (Lj. 1848). Na prigovarjanje K. Kvasa je pričel zbirati gradivo za slovensko-nemški slovar, ki pa ga zaradi službene prezaposlenosti ni mogel dokončati. V rokopisu je imel še več drugega gradiva, tudi dnevnik iz časa ljubljanskega kongresa. Bogato knjižnico je po njegovi smrti dobil sin Etbin Henrik Costa, večina teh stvari pa je po smrti sina Etbina skupno z njegovo drugo ostalino prišla najverjetneje v Petrograd.
Henrik Costa je bil član številnih strokovnih in znanstvenih družb v različnih deželah. Za zasluge na strokovno-znanstvenem področju (napisal je npr.: Das österr. Hausirhandelsrecht, 1834; Der Freihafen von Triest, 1838; Waarenkunde ter še več narodno-gospodarskih spisov) mu je leta 1853 univerza v Würzburgu podelila doktorat.